# Вега Гутьеррес, Сабрина
Сабрина Нейде Вега Гутьеррес (исп. Sabrina Neide Vega Gutiérrez; род. 28 февраля 1987, Лас-Пальмас-де-Гран-Канария) — испанская шахматистка, гроссмейстер среди женщин (2007), международный мастер среди мужчин (2013).

## Биография
С 1996 по 2007 год представляла Испанию на юношеских чемпионатах Европы по шахматам и юношеских чемпионатов мира по шахматам в различных возрастных категориях. Норму женского гроссмейстера выполнила на международных турнирах в Мондарисе (2005/06), в Лорке (2007) и в Ла-Масане (2007). Дважды подряд побеждала на международных турнирах в Белграде (2013, 2014).
Представляла Испанию на семи шахматных олимпиадах (2004, 2008—2018) и шести командных чемпионатах Европы по шахматам (2005—2015).
Три раза побеждала на женских чемпионатах Испании по шахматам (2008, 2012, 2015). В 2016 году в Мамае выиграла серебряную медаль на индивидуальном чемпионате Европы по шахматам среди женщин.